# Luornu Durgo
Luornu Durgo est un personnage de fiction, super-héroïne appartenant à l'univers de DC Comics. Créée durant l'âge d'argent des comics, par le scénariste Jerry Siegel et le dessinateur Jim Mooney, elle apparaît pour la première fois dans le comic book Action Comics #276 en mai 1961 dans l'épisode nommé Supergirl's Three Super-Girlfriends!. Elle a employé les noms de code de Triplicate Girl et Duo Damsel.
En novembre 2004, Luornu Durgo apparaît dans Teen Titans : Legion Special Vol 1 de Mark Waid et Barry Kitson.
En 2006, sous le nom de Duo Damsel, elle apparaît dans la série d'animation La Légende des super-héros.

## Biographie du personnage
Luornu Durgo est la seule survivante de sa planète Cargg et peut se multiplier en trois personnes.
Trois Super-filles (Phantom Girl, Triplicate Girl et Saturn Girl) arrivent du 31e siècle pour encourager Supergirl à devenir membre de la Légion des Super-Héros. 
Elle devient Duo Damsel quand elle perd sa troisième identité. Duo Damsel est mariée avec Bouncing Boy.

## Apparitions dans d'autres médias
- La Ligue des justiciers (dessin animé)
- La Légende des super-héros, dans cette série elle s'appelle "Duo Damsel".
- Superman, l'Ange de Metropolis (dessin animé)

## Équipe artistique
Mark Waid, Barry Kitson